# Regeringen Kristian Djurhuus I
Kristian Djurhuus' første regering var Færøernes regering fra 15. december 1950 til 18. december 1954. Den var en koalition mellem Sambandsflokkurin (SB) og Fólkaflokkurin (FF), ledet af Kristian Djurhuus (SB). Den blev afløst af Kristian Djurhuus' anden regering, som også inkluderede Sjálvstýrisflokkurin.
|                          | Minister           | Parti | Fra                | Til                |
| ------------------------ | ------------------ | ----- | ------------------ | ------------------ |
| Lagmand                  | Kristian Djurhuus  | SB    | 15. december 1950  | 18. december 1954  |
| Vicelagmand              | Rikard Long        | FF    | 15. september 1951 | 18. december 1954  |
|                          | Thorstein Petersen | FF    | 15. december 1950  | 15. september 1951 |
| Ministerium              | Minister           | Parti | Fra                | Til                |
| Minister uden portefølje | Hákun Djurhuus     | FF    | 15. september 1951 | 18. december 1954  |
|                          | Thorstein Petersen | FF    | 15. december 1950  | 15. september 1951 |
| Minister uden portefølje | Rikard Long        | FF    | 15. december 1950  | 18. december 1954  |

## Eksterne links
- Færøernes lagmænd og regeringer siden 1948 Arkiveret 6. oktober 2014 hos  Wayback Machine

| Portal | Portal:Færøerne |